# Le Royaume des fées
Le Royaume des Fées (em português O Reino das Fadas) é um filme francês de aventura em curta metragem, de 1903, dirigido pelo pioneiro do cinema Georges Méliès e baseado no livro de Marie-Catherine d'Aulnoy. Cópias do filme sobrevivem no arquivo do British Film Institute e na Biblioteca do Congresso dos Estados Unidos.
Aparece com os números 483–498 no catálogo da Star Film Company.

## Elenco
- Bleuette Bernon - Aurora
- Georges Méliès - Prince Bel-Azor